# Rhyacotriton olympicus
Rhyacotriton olympicus är en groddjursart som först beskrevs av Gaige 1917.  Rhyacotriton olympicus ingår i släktet Rhyacotriton och familjen Rhyacotritonidae. Inga underarter finns listade i Catalogue of Life.

## Utseende
Rhyacotriton olympicus har på ovansidan en brunaktig grundfärg och dessutom förekommer fläckar av vitaktiga pigment som reflekterar ljus. Undersidan är däremot gulaktig med mörka fläckar. Hos arten är honor lite större än hannar. Kroppslängden med svans är oftast 94 till 97 mm.
Nykläckt grodyngel är cirka 13 mm lång och de kännetecknas av gälar på utsidan samt av en svans som likar en paddel i utseende. När omvandlingen är avslutad är individen ungefär 30 till 38 mm lång.

## Utbredning
Arten förekommer på halvön Olympic (Olympic Peninsula) i delstaten Washington i västra USA. Rhyacotriton olympicus lever i vattendrag i ursprungliga barrskogar. De vuxna exemplaren och grodynglen gömmer sig ofta under stenar. Äggen läggs i bergssprickor under vattenytan i långsamt flytande avsnitt av vattendraget.

## Ekologi
Detta groddjur kan para sig under alla årstider men oftast sker parningen under våren. Hannar försöker få honornas uppmärksamhet genom att vifta med svansspetsen. Hannen lämnar sin sädesvätska i grunda delar av vattendraget eller på land och den upptas i honans könsorgan. Äggens befruktning sker inuti honans kropp. Mellan äggläggningen och tiden där grodynglen tar annan föda än äggulan ligger nästan ett år. Metamorfosens avslut ligger 4 till 5 år efter denna tid.
Vuxna exemplar äter vattenlevande insekter och deras larver. I viss mån ingår även kräftdjur i födan.

## Status
Ökande vattentemperatur och föroreningar av vattnet påverkar beståndet negativt. Dessa ogynnsamma förhållanden uppstår ofta i samband med skogsbruk. Delar av utbredningsområdet ingår i Olympic nationalpark. IUCN kategoriserar arten globalt som sårbar.